# Sedirea
Sedirea (возможное русское название Седирея) — род многолетних эпифитных, реже литофитных травянистое растений семейства Орхидные, или Ятрышниковые (Orchidaceae). 
Включает в себя два вида.
Аббревиатура названия в промышленном и любительском цветоводстве — Sed.
Род не имеет устоявшегося русского названия, в русскоязычных источниках обычно используется научное название Sedirea.

## Этимология
Название рода является анаграммой от названия рода Aerides.

## Биологическое описание
Миниатюрные моноподиальные эпифиты, реже литофиты.
Стебель короткий, скрыт основаниями 5-8 листьев.
Корни толстые, хорошо развитые, покрыты слоем веламена.

## Ареал, экологические особенности
Юг Японии, Корея, юг Китая и остров Риу-Киу.
Растет на стволах деревьев или на скалах во влажных местобитаниях.
Оба представителя рода относятся к числу охраняемых видов (II приложение CITES).

## Виды
- Sedirea japonica — (Седирея японская)

Юг Японии, Корея и остров Риу-Киу.
- Sedirea subparishii

Южная часть Китая и Корея.

## В культуре
Оба вида широко распространены в культуре.